# جون غريغ
جون غريغ (بالإنجليزية: John Gregg) (و. 1828 – 1864 م) هو سياسي من الولايات المتحدة، والولايات الكونفدرالية الأمريكية، ولد في مقاطعة لورنس، ويحمل رتبة عسكرية عميد، توفي في مقاطعة هنريكو، عن عمر يناهز 36 عاماً، بسبب قتل في المعركة.

## التعليم
تعلم في University of North Alabama ‏.

## الخدمة العسكرية
خدم في جيش الولايات الكونفدرالية.